# Shapiro-Stiglitz-Theorie

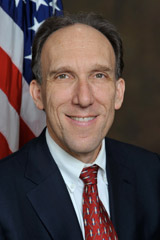
Carl Shapiro

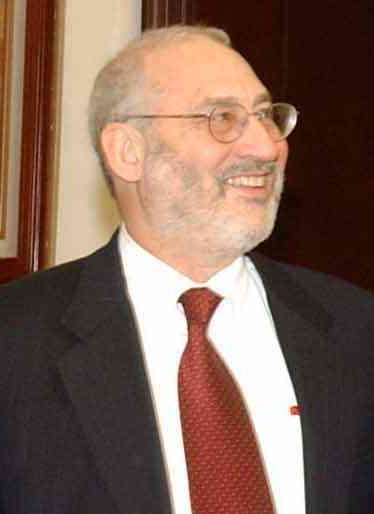
Joseph E. Stiglitz

Die Shapiro-Stiglitz-Theorie ist eine ökonomische Theorie von Löhnen und Arbeitslosigkeit. Sie erklärt, warum Löhne den Arbeitsmarkt nicht räumen können und im Gleichgewicht unfreiwillige Arbeitslosigkeit besteht. Zugrunde liegt der Gedanke der asymmetrischen Information im Arbeitsverhältnis von Arbeitnehmer und Arbeitgeber, genauer gesagt, die Unfähigkeit des Arbeitgebers, den Arbeitnehmer hinreichend und kostenlos zu überwachen. Das Shapiro-Stiglitz-Theorem wurde von Carl Shapiro und Joseph E. Stiglitz entwickelt.

## Überblick

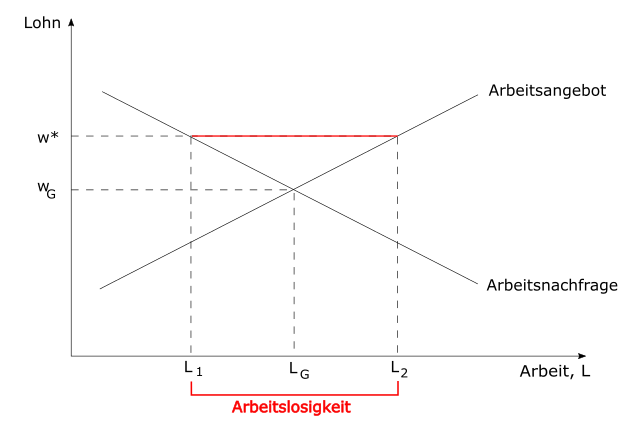
Ein Lohn oberhalb des markträumenden Niveaus führt zu Arbeitslosigkeit

Der Shirking-Ansatz geht davon aus, dass eine Überwachung der Arbeitnehmer aus Kostengründen nicht möglich ist, sondern nur stichprobenartige Kontrollen der Leistungen. Wenn Vollbeschäftigung herrscht und ein Arbeiter aufgrund unzureichender Arbeitsleistungen entlassen wird, so findet er sofort eine neue Stelle. Da Shirking (Bummeln) die Produktivität eines Unternehmens senkt, erhöht dieses die Löhne, um Shirking zu reduzieren. Wenn alle Unternehmen so verfahren, entsteht Arbeitslosigkeit. Im Gleichgewicht werden alle Unternehmen einen Lohn zahlen, der über dem markträumenden Lohn liegt und den Arbeitsplatzverlust für die Arbeiter somit kostspieliger macht. Die Arbeitslosigkeit dient als ein Anreiz für Arbeiter, einen hohen Einsatz zu zeigen. Ein Arbeitsloser kann nicht glaubwürdig machen, dass er zu einem geringeren Lohn als dem Effizienzlohn effektiv arbeiten würde. Die Arbeitslosigkeit ist unfreiwillig.

## Modell
Das Modell erklärt die Anreizwirkung von Arbeitslosigkeit auf die Anstrengung von Arbeitern in einem Unternehmen.

### Arbeiter
Es gibt eine feste Anzahl {\displaystyle \textstyle N} an identischen Arbeitskräften. Alle haben eine Nutzenfunktion der Form {\displaystyle \textstyle U(w,e)=w-e}, was bedeutet, dass sie einen Nutzen aus ihrem Lohn, {\displaystyle \textstyle w}, den sie erhalten und daraus ihren Konsum finanzieren, und einen Disnutzen aus der Arbeitsanstrengung, {\displaystyle \textstyle e}, erhalten.
Ein Arbeiter kann sich zwischen der minimalen Anstrengung ({\displaystyle \textstyle e=0}) und einer positiven Anstrengung ({\displaystyle \textstyle e>0}) entscheiden. Ist er arbeitslos, so erhält er ein Arbeitslosengeld, {\displaystyle \textstyle {\overline {w}}} (und {\displaystyle \textstyle e=0}).
Mit der Wahrscheinlichkeit {\displaystyle \textstyle b} verliert ein Arbeiter seinen Arbeitsplatz, auch wenn er mit hoher Anstrengung gearbeitet hat. Außerdem herrscht ein Zinssatz von {\displaystyle \textstyle r>0}.
Ein Arbeiter steht vor der Entscheidung, sein Anstrengungsniveau zu wählen, was per Annahme eine diskrete Wahl ist. Wenn er sich für das hohe Anstrengungsniveau entscheidet, erhält er den Lohn {\displaystyle \textstyle w} und arbeitet so lange weiter, bis es aufgrund exogener Faktoren zu einer Kündigung kommt. Wenn er sich für das niedrige Anstrengungsniveau entscheidet (shirking), wird er mit der Wahrscheinlichkeit {\displaystyle \textstyle q} dabei entdeckt und daraufhin entlassen.
Dabei sind:
- {\displaystyle \textstyle V_{E}^{N}}: gesamter erwarteter Nutzen eines Nicht-Shirkers
- {\displaystyle \textstyle V_{E}^{S}}: gesamter erwarteter Nutzen eines Shirkers
- {\displaystyle \textstyle V_{U}}: gesamter erwarteter Nutzen eines Arbeitslosen

Für einen Shirker gilt:
{\displaystyle {\begin{aligned}r\cdot V_{E}^{S}=w+(b+q)\cdot (V_{U}-V_{E}^{S})\end{aligned}}} und damit {\displaystyle {\begin{aligned}V_{E}^{S}={\frac {w+(b+q)\cdot V_{U}}{r+b+q}}\end{aligned}}}
und für einen Nicht-Shirker:
{\displaystyle {\begin{aligned}r\cdot V_{E}^{N}=w-e+b\cdot (V_{U}-V_{E}^{N})\end{aligned}}} und damit {\displaystyle {\begin{aligned}V_{E}^{N}={\frac {(w-e)+b\cdot V_{U}}{r+b}}\end{aligned}}}
Ein Arbeiter wird sich nur dazu entschließen, zu arbeiten, wenn {\displaystyle \textstyle V_{E}^{N}\geq V_{E}^{S}} gilt. Dies ist die Non-Shirking Condition (NSC).
Daraus folgt:
{\displaystyle \textstyle w\geq r\cdot V_{U}+(r+b+q)\cdot {\frac {e}{q}}={\hat {w}}}
{\displaystyle \textstyle {\hat {w}}} bezeichnet den kritischen Lohn, bei dem sich der Arbeiter gerade noch dazu entschließt, zu arbeiten.
{\displaystyle \textstyle {\hat {w}}} muss umso höher sein, je
- höher die notwendige Anstrengung ist
- höher der Nutzen des Arbeiters ist, wenn er arbeitslos ist
- geringer die Wahrscheinlichkeit ist, entdeckt zu werden
- höher der Zins ist
- höher die exogene Kündigungsrate ist

Alternativ kann die NSC in der Form {\displaystyle \textstyle q\cdot (V_{E}^{S}-V_{U})\geq e} dargestellt werden. Somit wird die Bedeutung der Arbeitslosigkeit deutlich: Ohne Arbeitslosigkeit würden einem shirkenden Arbeiter keinerlei Kosten entstehen, wenn er entdeckt und entlassen wird, da er unmittelbar nach seiner Entlassung wieder eine neue Stelle findet. Denn dann wäre {\displaystyle \textstyle V_{U}=V_{E}^{S}}, und die NSC könnte niemals erfüllt werden.

### Arbeitgeber
Es gibt {\displaystyle \textstyle M} identische Firmen {\displaystyle \textstyle i=1,...,M}, die alle eine Produktionsfunktion der Form {\displaystyle \textstyle Q_{i}=f(L_{i})} haben, was zu einer aggregierten Produktionsfunktion der Form {\displaystyle \textstyle Q=F(L)} führt. {\displaystyle \textstyle L_{i}} beschreibt hierbei die effektiven Arbeitskräfte der Firma {\displaystyle \textstyle i}. Es sei angenommen, dass ein Arbeiter, der nicht shirkt, eine effektive Arbeitskraft darstelle.
Das Lohnbündel, das jede Firma anbietet, besteht aus einem Lohn {\displaystyle \textstyle w} und einem Arbeitslosengeld {\displaystyle \textstyle {\overline {w}}}. Für jede Firma ist es optimal, shirkende Arbeitskräfte zu entlassen, da dies die einzige Strafe für diese darstellt. Eine Lohnkürzung würde den Arbeitnehmer nur zum Shirken verleiten.
Aus der NSC folgt, dass alle Firmen das niedrigste mögliche Arbeitslosengeld zur Verfügung stellen werden. Ein Anstieg in {\displaystyle \textstyle {\overline {w}}} erhöht {\displaystyle \textstyle V_{U}} und erhöht somit den kritischen Lohn {\displaystyle \textstyle w}. Ein höheres Arbeitslosengeld kostet die Unternehmen zweifach: zum einen direkt wegen des höheren {\displaystyle \textstyle {\overline {w}}}, zum anderen indirekt durch den höheren Lohn {\displaystyle \textstyle w}, den das Unternehmen daraufhin zahlen muss.
Außerdem zahlt das Unternehmen einen Lohn von {\displaystyle \textstyle w={\hat {w}}}, um eine hohe Arbeitsanstrengung zu induzieren.

### Gleichgewicht
Der gesamte erwartete Nutzen eines Arbeitslosen sei gegeben durch
{\displaystyle \textstyle r\cdot V_{U}={\overline {w}}+a(V_{E}-V_{U})},
wobei {\displaystyle \textstyle a} dem Prozentsatz der Arbeitslosen, die eine Beschäftigung finden, und {\displaystyle \textstyle V_{E}} dem erwarteten gesamten Nutzen eines beschäftigten Arbeiters entspricht (im Gleichgewicht gilt {\displaystyle \textstyle V_{E}=V_{E}^{N}}).
Daraus folgt:
{\displaystyle \textstyle r\cdot V_{E}={\frac {(w-e)(a+r)+{\overline {w}}\cdot b}{a+b+r}}}
{\displaystyle \textstyle r\cdot V_{U}={\frac {(w-e)\cdot a+{\overline {w}}\cdot (b+r)}{a+b+r}}}
Setzt man den Ausdruck von {\displaystyle \textstyle V_{U}} in die NSC, so erhält man
{\displaystyle \textstyle w\geq {\overline {w}}+e+e(a+b+r)/q}.
Daraus folgt die neue Erkenntnis, dass der kritische Lohn umso höher sein muss, je höher der Anteil der Arbeitslosen ist, die neu beschäftigt werden.
Die Anzahl der Beschäftigten, die ihre Arbeit verlieren, ist {\displaystyle \textstyle b\cdot L}. Die Anzahl der Arbeitslosen, die eine neue Beschäftigung finden, ist {\displaystyle \textstyle a(N-L)}. Im Gleichgewichtszustand stimmen diese überein:
{\displaystyle \textstyle b\cdot L=a(N-L)}.
Setzt man den Ausdruck für {\displaystyle \textstyle a} in die NSC ein, so erhält man:
{\displaystyle \textstyle w\geq e+{\overline {w}}+{\frac {e}{q}}({\frac {b\cdot N}{N-L}}+r)=e+{\overline {w}}+{\frac {e}{q}}\cdot ({\frac {b}{u}}+r)={\hat {w}}},
wobei {\displaystyle \textstyle u={\frac {(N-L)}{N}}} die Arbeitslosenquote darstellt.

Arbeitslosigkeit im Gleichgewicht

Daraus wird ersichtlich, dass es nicht möglich ist, Arbeiter vom Shirken abzuhalten, wenn Vollbeschäftigung herrschen würde ({\displaystyle \textstyle L=N}) und jeder entlassene Arbeiter sofort wieder eine neue Stelle finden würde ({\displaystyle \textstyle a=+\infty }).
Jedes Unternehmen sieht {\displaystyle \textstyle a} als gegeben und weiß, dass es mindestens einen Lohn von {\displaystyle \textstyle {\hat {w}}} anbieten muss. Wie viele Arbeiter das Unternehmen zu jedem Lohn einstellt, gibt die Arbeitsnachfrage des Unternehmens an.
Das Gleichgewicht ist im Schnittpunkt der NSC und der Arbeitsnachfrage des Unternehmens.
Für {\displaystyle \textstyle {\overline {w}}=0}:
{\displaystyle \textstyle F'(L)=e+{\frac {e}{q}}\cdot (b\cdot N/(N-L)+r)}
Im Gleichgewicht {\displaystyle \textstyle E} hat das Unternehmen keinen Anreiz, die Löhne weiter zu erhöhen, da die Arbeiter ohnehin schon das hohe Anstrengungsniveau wählen. Eine Senkung des Lohnes würde Shirking induzieren.

### Wohlfahrt
Die Arbeitslosigkeit, die im Gleichgewicht besteht, ist ineffizient.
Jedes Unternehmen stellt zu wenige Arbeitskräfte ein. Die privaten Kosten, einen zusätzlichen Arbeiter einzustellen, betragen {\displaystyle \textstyle w}, während die sozialen Kosten {\displaystyle \textstyle e} betragen, was geringer ist.
Andererseits beachten die Unternehmen, die einen zusätzlichen Arbeiter einstellen, nicht den Effekt auf {\displaystyle \textstyle V_{U}}. Die Einstellung eines zusätzlichen Arbeiters verringert die Arbeitslosigkeit. Das führt zu einer negativen Externalität der Überbeschäftigung.
Der erste Effekt dominiert jedoch, was bedeutet, dass es im Gleichgewicht zu viel Arbeitslosigkeit gibt und dieses daher nicht paretoeffizient ist.

## Alternative Methoden
- Kaution : Jeder Arbeiter hinterlegt eine Kaution bei Arbeitsantritt in einem neuen Unternehmen. Wird der Arbeiter beim Shirken erwischt und entlassen, verliert er die Kaution. Das Problem besteht hierbei, dass der Arbeiter zunächst einmal über genug Eigenmittel verfügen muss, um die Kaution bezahlen zu können. Ein schwerwiegenderes Problem besteht jedoch darin, dass das Unternehmen nun einen Anreiz hätte, einen Arbeiter des Shirking zu bezichtigen, ihn daraufhin zu entlassen, seiner Kaution habhaft zu werden und ihn durch einen neuen Arbeiter zu ersetzen, der wiederum eine Kaution hinterlegt.

- Senioritätsentlohnung : Hierbei wird dem Arbeiter zunächst ein Lohn gezahlt, der unter seinem Grenzprodukt liegt und später darüber. Ein Angestellter hat somit keinen Anreiz zum Shirken, da er bei einer Entlassung seinen zukünftig höheren Lohn verlieren würde. Jedoch besteht auch hier der problematische Anreiz für ein Unternehmen, Arbeiter, die einen Lohn über ihrer Produktivität erhalten, zu entlassen und sie durch jüngere Arbeitskräfte zu ersetzen.

- Weitere Kosten einer Entlassung : Im Modell dient die Arbeitslosigkeit dazu, dass für entlassene Arbeiter Kosten entstehen. Wenn jedoch andere Kosten wie etwa Kosten der Suche nach einem neuen Arbeitsplatz, Umzugskosten oder die Kosten, die entstehen, wenn betriebsspezifisches Humankapital verloren geht, ausreichend hoch sind, bieten sie allein einen Anreiz nicht zu shirken – auch bei Vollbeschäftigung.

- Heterogene Arbeitskräfteschar : Durch die Annahme, dass alle Arbeiter identisch sind, wird gewährleistet, dass diese im Falle einer Entlassung kein Stigma mit sich tragen. Wenn diese Annahme gelockert wird, wird sich ein Arbeiter darum bemühen, nicht aufgrund des Shirkings entlassen zu werden, da sein nächster potentieller Arbeitgeber vermuten würde, dass er auch im neuen Unternehmen wieder shirkt. Wenn diese Gefahr besteht und deren Kosten ausreichend sind, kann dies als Anreiz wirken, trotz hoher Beschäftigung einen hohen Arbeitseinsatz zu zeigen.